# Metztli
« Meztli » redirige ici. Pour la planète nommée d'après la déesse, voir HD 104985 b.

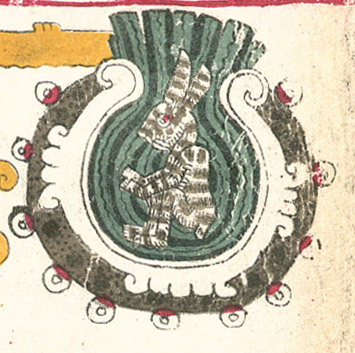
Metztli dans le Codex Borgia

Meztli, appelée aussi Metzti, Metzi dans la mythologie aztèque, est la déesse personnifiant la Lune. Il s’agit probablement de la même divinité que Coyolxauhqui ou que Tecciztecatl, le dieu de la lune masculin. Comme ce dernier, elle craignait le soleil parce qu'elle craignait son feu. Elle est le dieu inférieur des vers qui, n'ayant pas réussi à se sacrifier pour devenir le soleil, est devenu la lune, dont le visage est obscurci par un lapin.
Dans les cultures mésoaméricaines, les divinités étaient associées à des éléments de l'environnement. L'image de la divinité supérieure était parfois représentée par le Soleil et la figure féminine, par la Lune.
Metzli avait la faculté de contrôler l'eau de la planète au moyen du serpent qu'elle portait dans son ventre, qui retenait l'eau du ciel et par lequel elle commandait aux tempêtes et aux inondations.
Elle représentait aussi l'amour maternel et était la déesse de la nuit et des fermiers.

## Légende
À l'origine, la lune et le soleil étaient aussi brillants l’un que l’autre, mais, ceci ne convenant pas aux dieux, l'un d'entre eux jeta un lapin sur la face de la lune, l'obscurcissant. Depuis ce moment, il est possible de distinguer l'image d'un lapin sur sa surface. C'est particulièrement aisé les nuits de pleine lune.